# آبشار ریرگارد
آبشار ریرگارد (به انگلیسی: Rearguard Falls Provincial Park) آبشاری است که در بریتیش کلمبیا، کانادا واقع شده و ارتفاع کلی ریزشگاه آن ۶ متر است.